# Rytmiczne skracanie sylab
Rytmiczne skracanie sylab, także: zasada rytmiczna (słow. rytmické krátenie, rytmický zákon) – zjawisko fonetyczne w języku słowackim, polegające na skracaniu długich samogłosek i dyftongów w sylabie poprzedzonej sylabą z długą samogłoską, dyftongiem lub długim zgłoskotwórczym ŕ, ĺ. Powoduje, że co do zasady nie są w języku słowackim możliwe dwie następujące po sobie długie sylaby jednego wyrazu.
Na przykład odmieniające się według tego samego paradygmatu wyrazy kniha („książka”) i láska („miłość”) przybiorą różne formy celownika liczby mnogiej: knihám (zgodnie z wzorcem odmiany z długą samogłoską w końcówce fleksyjnej -ám), ale: láskam (z krótką samogłoską w końcówce -am ze względu na obecność długiego á w poprzedzającej sylabie). Od powyższej zasady istnieje jednak szereg wyjątków.
Rytmiczne skracanie dotyczy tylko sylab w obrębie jednego wyrazu, np. nie podlegają skróceniu długie samogłoski i dyftongi w następujących po sobie sylabach należących do różnych wyrazów w zdaniu:
Tomáš má ôsmich bratov. („Tomasz ma ośmiu braci”).
Rytmiczne skracanie sylab jest cechą charakterystyczną języka słowackiego, odróżniającą ten język od języka czeskiego (w języku czeskim dwie następujące po sobie długie sylaby jednego wyrazu nie stanowią problemu, np. láskám). Poza językiem literackim występuje także w gwarach środkowosłowackich.